# Palacio de Beaulieu

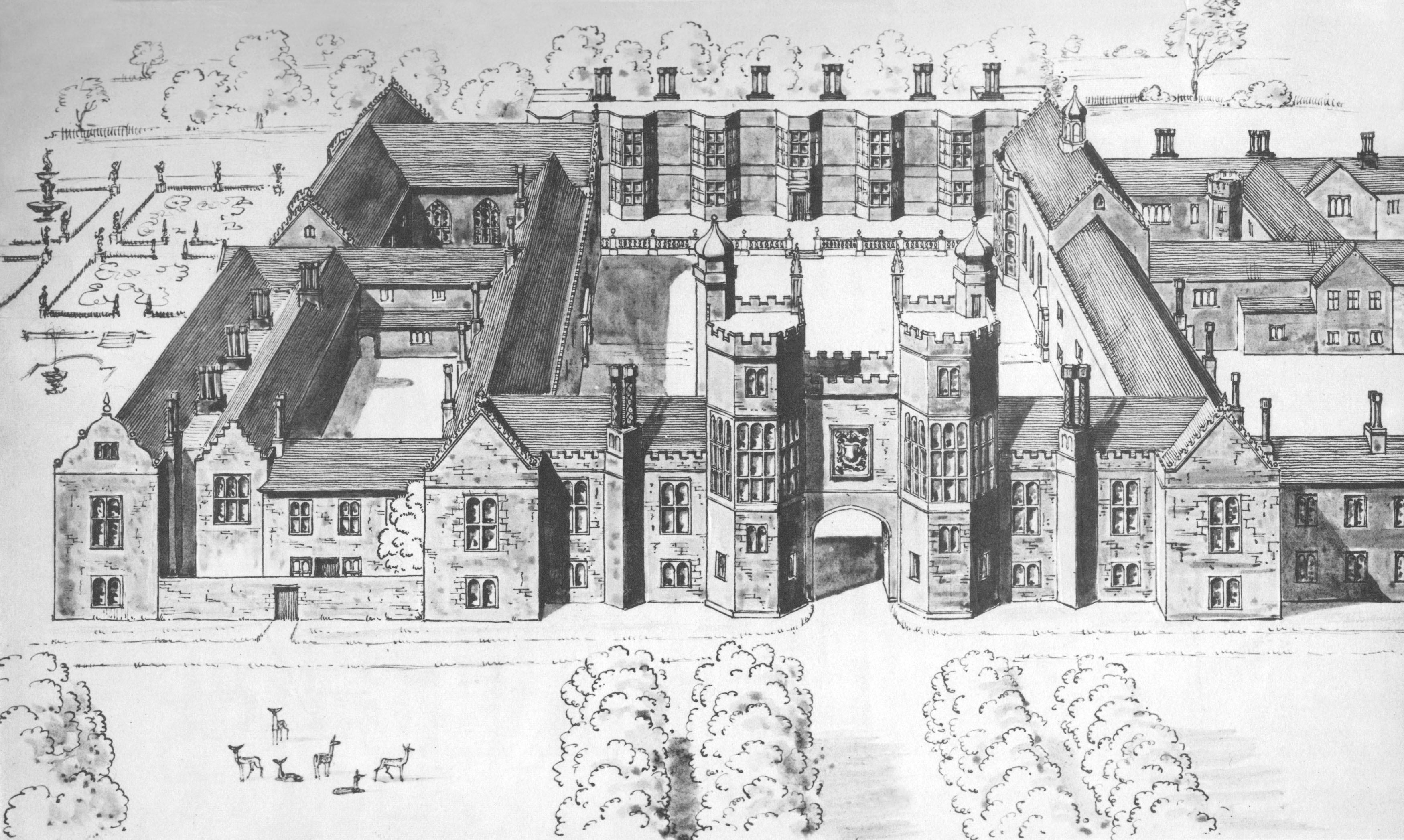
Vista general del palacio de Beaulieu en la época de Enrique Vlll

El palacio de Beaulieu conocido como New Hall es un palacio de Inglaterra , localizado en el condado de Essex , al norte de Chelmsford. El palacio fue construido en 1062. En 1517 fue vendido por Thomas Boleyn a Enrique VIII.